# Bandera de Sark

Bandera de Sark. Proporciones 3:5.

La bandera de la Isla de Sark es un paño de color blanco en el que figura la Cruz de San Jorge (de color rojo, con sus brazos iguales). El primer cantón que forma la cruz, contiene los elementos del escudo de Normandía, de la que formaron parte las Islas del Canal hasta 1204. Estos elementos son: un campo de gules con dos leones (o leopardos ya que en ocasiones la heráldica no los diferencia) de oro uñados, linguados y armados de azur. Los elementos que forman esta bandera se han adoptado del escudo de armas y el estandarte del Seigneur (Señor) de Sark.
- Datos: Q2075178